# Správní obvod obce s rozšířenou působností Nýřany
Správní obvod obce s rozšířenou působností Nýřany je od 1. ledna 2003 jedním ze dvou správních obvodů rozšířené působnosti obcí v okrese Plzeň-sever v Plzeňském kraji. Podle rozlohy se jedná o sedmý největší obvod v rámci kraje, z hlediska počtu obyvatel o druhý největší. Čítá 54 obcí, z toho šest měst (Horní Bříza, Město Touškov, Nýřany, Třemošná, Úterý a Všeruby) a 48 dalších obcí, z nichž největší jsou Vejprnice, Zruč-Senec a Tlučná. Města Nýřany, Město Touškov, Třemošná a Všeruby jsou obcemi s pověřeným obecním úřadem.

## Geografie
Nejvyšším bodem obvodu je východní svah Stěnského vrchu (751 m n. m.), západně od Úterý (okres Plzeň-sever). Dalšími významnými vrcholy správního obvodu jsou Polínský vrch, Lišák a Krkavec. Nejdůležitějšími vodními toky jsou řeky Mže, Berounka a Třemošná.

## Obyvatelstvo
K 31. prosinci 2019 měl správní obvod 57 612 obyvatel, což bylo 9,8 % obyvatel Plzeňského kraje, přičemž se vyznačuje kladným migračním saldem. Ke stejnému datu byla na Nýřansku nezaměstnanost 2,14 %.

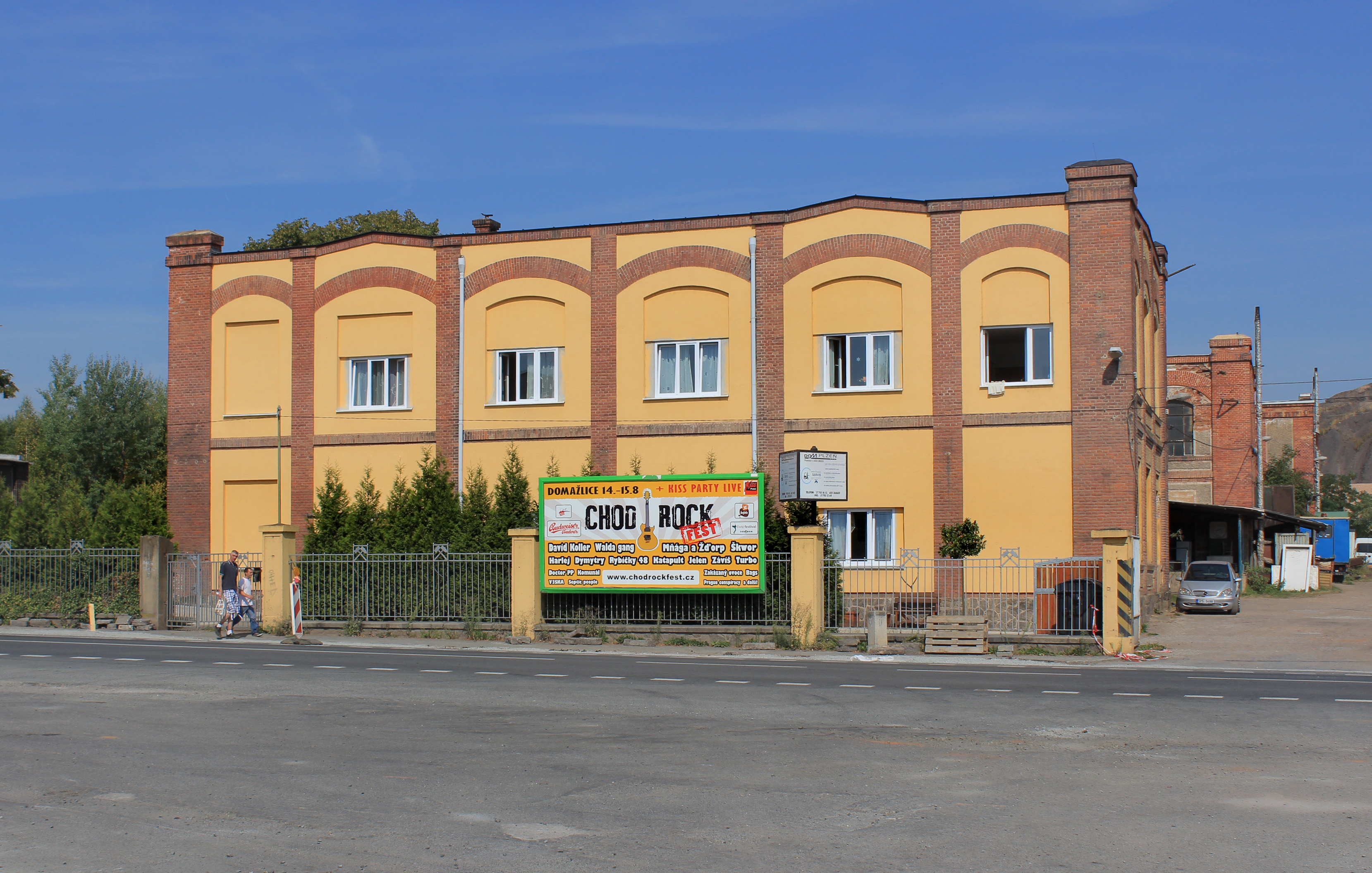
Bývalý důl Obránců míru ve Zbůchu

| Rok  | Obyv.  | ± %     |
| ---- | ------ | ------- |
| 1869 | 37 428 | —       |
| 1880 | 44 760 | +19,6 % |
| 1890 | 48 258 | +7,8 %  |
| 1900 | 50 180 | +4 %    |
| 1910 | 54 247 | +8,1 %  |

| Rok  | Obyv.  | ± %     |
| ---- | ------ | ------- |
| 1921 | 57 517 | +6 %    |
| 1930 | 61 363 | +6,7 %  |
| 1950 | 45 681 | −25,6 % |
| 1961 | 49 680 | +8,8 %  |
| 1970 | 47 261 | −4,9 %  |

| Rok  | Obyv.  | ± %     |
| ---- | ------ | ------- |
| 1980 | 47 175 | −0,2 %  |
| 1991 | 46 007 | −2,5 %  |
| 2001 | 47 074 | +2,3 %  |
| 2011 | 53 029 | +12,7 % |
| 2021 | 58 100 | +9,6 %  |

## Ekonomika
K 31. prosinci 2019 bylo ve správním obvodu 13 194 ekonomických subjektů, přičemž k největším zaměstnavatelům patří společnosti Novem Car, LB Minerals a Faurecia.

## Dopravní infrastruktura

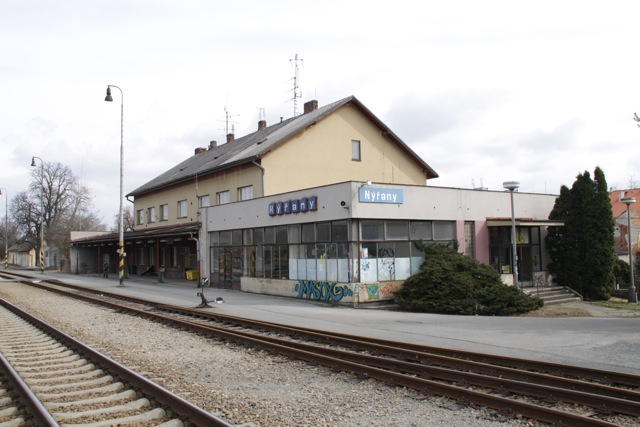
Nádraží v Nýřanech

Správním obvodem prochází jednokolejná železniční trať Plzeň–Žatec mezi stanicemi Třemošná u Plzně a Horní Bříza, dvoukolejná elektrizovaná železniční trať Plzeň–Cheb mezi zastávkou Vochov a stanicí Pňovany, jednokolejná železniční trať Pňovany–Bezdružice mezi stanicí Pňovany a Pňovanským mostem, jednokolejná železniční trať Plzeň – Furth im Wald mezi stanicemi Vejprnice a Zbůch a jednokolejná železniční trať Nýřany – Heřmanova Huť v celé své délce.
Důležitými tepnami silniční dopravy je dálnice D5 a silnice I. třídy I/20, I/26 a I/27. Správním obvodem prochází také silnice II. třídy II/180, II/193, II/201, II/203, II/204, II/205, II/210, II/230, II/231 a II/605.

## Seznam obcí
Poznámka: Města jsou uvedena tučně, části obcí malince.
- Bdeněves
- Blatnice
- Blažim
- Bučí
- Čeminy
- Čerňovice
- Česká Bříza
- Dolany (Habrová)
- Druztová
- Heřmanova Huť (Dolní Sekyřany • Horní Sekyřany • Vlkýš • Vlkýš I)
- Hněvnice
- Horní Bříza
- Hromnice (Chotiná • Kostelec • Nynice • Planá • Žichlice)
- Chotíkov
- Kaceřov
- Kbelany
- Kozolupy
- Krašovice
- Krsy (Kejšovice • Krsy • Polínka • Skelná Huť • Trhomné)
- Křelovice (Mydlovary • Pakoslav • Rozněvice)
- Kunějovice
- Ledce
- Líně
- Líšťany (Hunčice • Košetice • Lipno • Luhov • Náklov • Písek • Třebobuz)
- Lochousice
- Město Touškov (Kůští)
- Myslinka
- Nadryby
- Nekmíř (Lhotka)
- Nevřeň
- Nýřany (Doubrava • Kamenný Újezd)
- Ostrov u Bezdružic (Krsov • Pláň)
- Pernarec (Březí • Krukanice • Málkovice • Něšov • Skupeč)
- Plešnice
- Pňovany (Chotěšovičky • Rájov)
- Přehýšov (Bítov • Radějovice)
- Příšov
- Rochlov
- Tatiná
- Tlučná
- Trnová
- Třemošná (Záluží)
- Úherce
- Újezd nade Mží
- Úlice (Hracholusky • Jezná • Kníje • Nová Jezná)
- Úněšov (Budeč • Čbán • Číhaná • Hvožďany • Lípa • Podmokly • Štipoklasy • Vojtěšín)
- Úterý (Olešovice • Vidžín)
- Vejprnice
- Vochov
- Všeruby (Chrančovice • Chrástov • Klenovice • Kokořov • Popovice • Radimovice)
- Zahrádka (Hůrky • Mostice)
- Zbůch (Červený Újezd)
- Zruč-Senec (Senec • Zruč)
- Žilov (Stýskaly)